# Aire urbaine de Saint-Céré
L'aire urbaine de Saint-Céré est une aire urbaine française centrée sur la ville de Saint-Céré, dans le département du Lot.

## Données globales
En 2010, selon l'Insee, l'aire urbaine de Saint-Céré est composée de quatre communes toutes situées dans le département du Lot.
Son pôle urbain est l'unité urbaine de Saint-Céré qui est formée par trois communes.

### Composition
La liste ci-dessous, établie par ordre alphabétique, indique les communes appartenant à l'aire urbaine de Saint-Céré, selon la nouvelle délimitation de 2010, avec leur population municipale, issue du recensement le plus récent  :
| Nom                     | Code Insee | Statut | Superficie (km2) | Population (dernière pop. légale) | Densité (hab./km2) |
| ----------------------- | ---------- | ------ | ---------------- | --------------------------------- | ------------------ |
| Saint-Céré              | 46251      |        | 11,33            | 3 449 (2022)                      | 304                |
| Saint-Jean-Lespinasse   | 46271      |        | 5,99             | 411 (2022)                        | 69                 |
| Saint-Laurent-les-Tours | 46273      |        | 10,84            | 845 (2022)                        | 78                 |
| Saint-Vincent-du-Pendit | 46295      |        | 9,24             | 226 (2022)                        | 24                 |

## Évolution démographique
L'évolution démographique ci-dessous concerne l'aire urbaine selon le périmètre défini en 2010.
| 1968  | 1975  | 1982  | 1990  | 1999  | 2009  | 2014  | - |
| ----- | ----- | ----- | ----- | ----- | ----- | ----- | - |
| 4 750 | 5 004 | 5 227 | 5 118 | 4 974 | 5 056 | 4 963 | - |